# Kurt Högnäs
Kurt Carl Alexander Högnäs, född 2 februari 1931 i Munsala, Finland, död 13 december 2021 i Kristinestad, var en finlandssvensk författare.
Han blev filosofie licentiat 1960 och var därefter bosatt i Kristinestad i Finland, där han under sitt yrkesverksamma liv var språklärare. Kurt Högnäs debuterade 1955 med diktsamlingen Början till liv och sedan dess utkom med 14 diktsamlingar. Han höll sig till traditionell lyrik och prosalyrik vid sidan av översättningar från italienska. Denna produktion prisbelönades med Längmanska priset, samt av Svenska Litteratursällskapet i Finland och Svenska Akademien.
Han var nominerad till Runebergspriset år 2012 med boken De bronsblå solarna och tilldelades Tollanderska priset 2012. År 2016 tilldelades han Österbottens konstpris.
Högnäs skrev festdikten vid Kristinestads 350-årsjubileum den 8 augusti 1999.

## Poesi
Samtliga verk är utgivna på Söderströms förlag om inget annat anges.
- 1955 – Början till liv
- 1959 – Vindvart
- 1972 – Glashus
- 1979 – Italiensk svit
- 1981 – En handfull ljus
- 1983 – Överskridningar
- 1985 – Nattens lökar
- 1987 – Tunnelbana
- 1989 – Med sorgens mod
- 1992 – Månvass
- 1995 – Röster från en gräns
- 1998 – Som en sten i rymdens brunn, textsvit i lyrisk profil
- 2001 – Kontrabas till valarna, prosadikter
- 2004 – Tills djupet tar mig
- 2008 – Och havet lyste
- 2011 – De bronsblå solarna
- 2015 – Refug, dikter och prosadikter (Schildts & Söderströms)
- 2017 – Öknen var ett annat hav (Schildts & Söderströms)

Övrigt
- 1975 – Danilo Dolci i kamp för en bättre värld (tillsammans med Trygve Erikson och Börje Sidbäck, Dolci-förbundet i Finland)

Översättningar
- 1973 – Danilo Dolci: Dikter: Måncitronen, Den onda röken (översatta tillsammans med Karin Stolpe, Askild & Kärnekull)

## Priser och utmärkelser
- 1993 – Längmanska kulturfondens Finlandspris
- 2012 – Tollanderska priset
- 2016 – Österbottens konstpris

### Webbsidor
- Högnäs, Kurt i Uppslagsverket Finland (webbupplaga, 2012). CC-BY-SA 4.0
- Lysmasken